# Catasetum juruenense
Catasetum juruenense är en orkidéart som beskrevs av Frederico Carlos Hoehne. Catasetum juruenense ingår i släktet Catasetum och familjen orkidéer. Inga underarter finns listade i Catalogue of Life.